# Gyeonggi
Gyeonggi är en provins i nordvästra Sydkorea. Provinsen är landets folkrikaste provins med 13,8 miljoner invånare i slutet av 2020. Huvudstaden är Suwon. Provinsen består till stor del av förortsområden runt Seoul, landets huvudstad, och Seoul och dess hamnstad Incheon ligger som separata administrativa enheter vid provinsens västra del. Dessa två städer utgör tillsammans med Gyeonggi ett av världens folkrikaste storstadsområden, med cirka 25 miljoner invånare.

## Historia
Gyeonggi var en av de åtta provinserna under Joseon. Det grundades 1413. 1895 ersattes det av distrikten Hanseong (runt Seoul, Kaesong (runt Kaesong och Incheon (runt Incheon och Suwon). Andra områden i provinsen blev Chuncheon. I samband med ett nytt provins-system 1896 med tretton provinser återfick Gyeonggi samma område som före 1895. Då flyttades provinshuvudstaden till Suwon. 
1946 fick Seoul stadsstatus och hamnade därmed utanför provinsen. Samma skedde med Incheon 1981.

## Geografi
Gyeonggi gränsar till Gangwon, Norra Chungcheong och Södra Chungcheong. I väst finns Gula havet. Seoul och Incheon tillhör inte provinsen utan ligger som separata administrativa enheter vid provinsens västra del. I norr finns Nordkorea. Den största delen av provinsen består av slättland och har traditionellt mer jordbruk och djurskötsel än industri. På senare tid har dock industrierna ökat. Andra näringar är skeppbygge, ståltillverkning och spegelglastillverkning.

## Administrativ indelning
Provinsen är indelad i 28 städer (si) och tre landskommuner (gun).

Städer och landskommuner i Gyeonggi

| Nr                | Namn           | Hangul   | Hanja    | Folkmängd 31 dec 2020 |
| ----------------- | -------------- | -------- | -------- | --------------------- |
| — Städer —        |                |          |          |                       |
| 1                 | Suwon          | 수원시   | 水原市   | 1 221 913             |
| 2                 | Seongnam       | 성남시   | 城南市   | 955 248               |
| 3                 | Goyang         | 고양시   | 高陽市   | 1 090 738             |
| 4                 | Yongin         | 용인시   | 龍仁市   | 1 090 907             |
| 5                 | Bucheon        | 부천시   | 富川市   | 842 788               |
| 6                 | Ansan          | 안산시   | 安山市   | 706 185               |
| 7                 | Anyang         | 안양시   | 安養市   | 556 570               |
| 8                 | Namyangju      | 남양주시 | 南楊州市 | 720 462               |
| 9                 | Hwaseong       | 화성시   | 華城市   | 892 884               |
| 10                | Uijeongbu      | 의정부시 | 議政府市 | 466 455               |
| 11                | Siheung        | 시흥시   | 始興市   | 533 305               |
| 12                | Pyeongtaek     | 평택시   | 平澤市   | 560 475               |
| 13                | Gwangmyeong    | 광명시   | 光明市   | 303 068               |
| 14                | Paju           | 파주시   | 坡州市   | 476 272               |
| 15                | Gunpo          | 군포시   | 軍浦市   | 280 039               |
| 16                | Gwangju        | 광주시   | 廣州市   | 393 954               |
| 17                | Gimpo          | 김포시   | 金浦市   | 492 766               |
| 18                | Icheon         | 이천시   | 利川市   | 225 418               |
| 19                | Yangju         | 양주시   | 楊州市   | 237 370               |
| 20                | Guri           | 구리시   | 九里市   | 198 856               |
| 21                | Osan           | 오산시   | 烏山市   | 238 956               |
| 22                | Anseong        | 안성시   | 安城市   | 198 234               |
| 23                | Uiwang         | 의왕시   | 義王市   | 164 857               |
| 24                | Pocheon        | 포천시   | 抱川市   | 159 389               |
| 25                | Hanam          | 하남시   | 河南市   | 295 620               |
| 26                | Dongducheon    | 동두천시 | 東豆川市 | 97 687                |
| 27                | Gwacheon       | 과천시   | 果川市   | 63 397                |
| 28                | Yeoju          | 여주시   | 驪州市   | 115 358               |
| — Landskommuner — |                |          |          |                       |
| 29                | Yangpyeong-gun | 양평군   | 楊平郡   | 120 174               |
| 30                | Gapyeong-gun   | 가평군   | 加平郡   | 63 380                |
| 31                | Yeoncheon-gun  | 연천군   | 漣川郡   | 44 433                |